# Glochidion myrianthum
Glochidion myrianthum är en emblikaväxtart som först beskrevs av Johannes Müller Argoviensis, och fick sitt nu gällande namn av Ferdinand Albin Pax och Käthe Hoffmann. Glochidion myrianthum ingår i släktet Glochidion och familjen emblikaväxter.
Artens utbredningsområde är Vanuatu. Inga underarter finns listade i Catalogue of Life.